# Caulerpa
Caulerpa ist eine Gattung in tropischen und subtropischen Meeren lebender siphonaler Grünalgen aus der Klasse der Chlorophyceae. Mit dem Begriff Siphonal bezeichnet man Algen, die aus einer einzigen riesigen Zelle mit vielen Zellkernen (Synzytium) bestehen. Der schlauch- oder stielartige Körper (Thallus) trägt blattähnliche Lappen, sogenannte Phylloide.
Des Weiteren gehen von dem Schlauch sogenannte Rhizoide aus, wurzelähnliche Organe, welche die Pflanze im Boden verankern.

## Ökologie
Eine ursprünglich aus dem Indopazifik stammende Art, Caulerpa taxifolia, die sogenannte Killeralge, breitet sich massiv im Mittelmeer aus und verdrängt durch ihr schnelles Wachstum viele Tier- und Pflanzenarten. Die Caulerpas sind, soweit bekannt, die am schnellsten wachsenden Algen der Welt (bis zu 8 cm/Tag).
Inzwischen wird auch die Art Caulerpa racemosa kritisch beobachtet, die über den Suezkanal ins Mittelmeer eingewandert ist. Sie breitet sich ebenfalls im Mittelmeer aus und vermehrt sich hier, im Gegensatz zur Caulerpa taxifolia, auch sexuell.
Viele Arten der Caulerpa werden von den Schlundsackschnecken (Sacoglossa) auf dem Meeresboden abgegrast. Die Schnecken nehmen hierbei deren Chloroplasten auf und lagern sie in ihre Haut ein. Die Chloroplasten werden dann über einige Zeit als Energiequelle genutzt. Solche Chloroplasten werden als Kleptoplastiden bezeichnet. Hierbei handelt es sich nicht um eine Symbiose, da die Chloroplasten nicht an die Nachkommen weitergegeben werden. Andere Beispiele für Kleptoplastiden lassen sich auch bei einigen anderen Schnecken und einigen Dinoflagellaten finden.
Einige Caulerpa-Arten sind leicht im Meerwasseraquarium kultivierbar. Algen dieser Gattung werden zum Beispiel in Artaquarien zusammen mit Seepferdchen gehalten.

## Arten

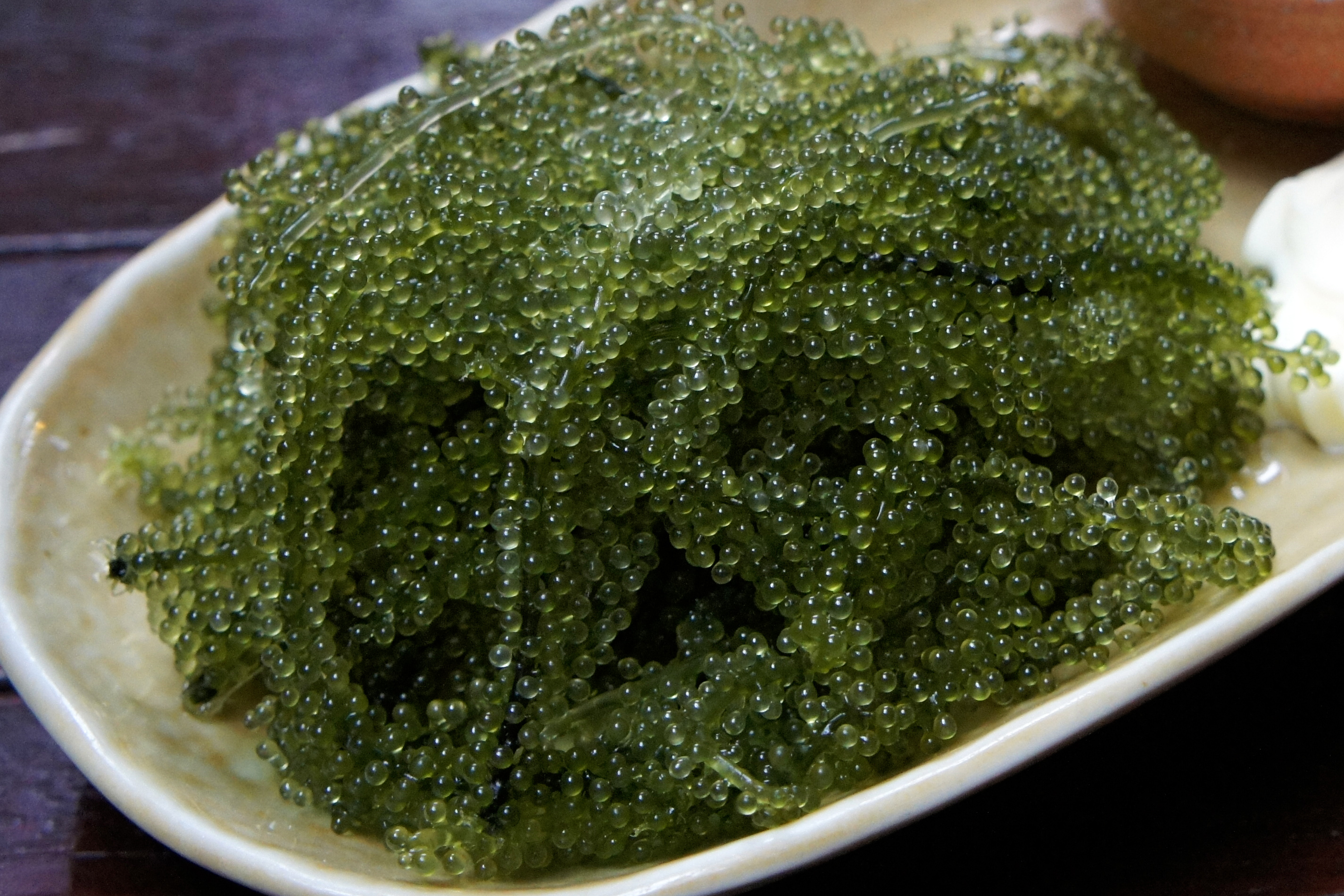
Caulerpa lentillifera, in Miyakojima, Okinawa, Japan

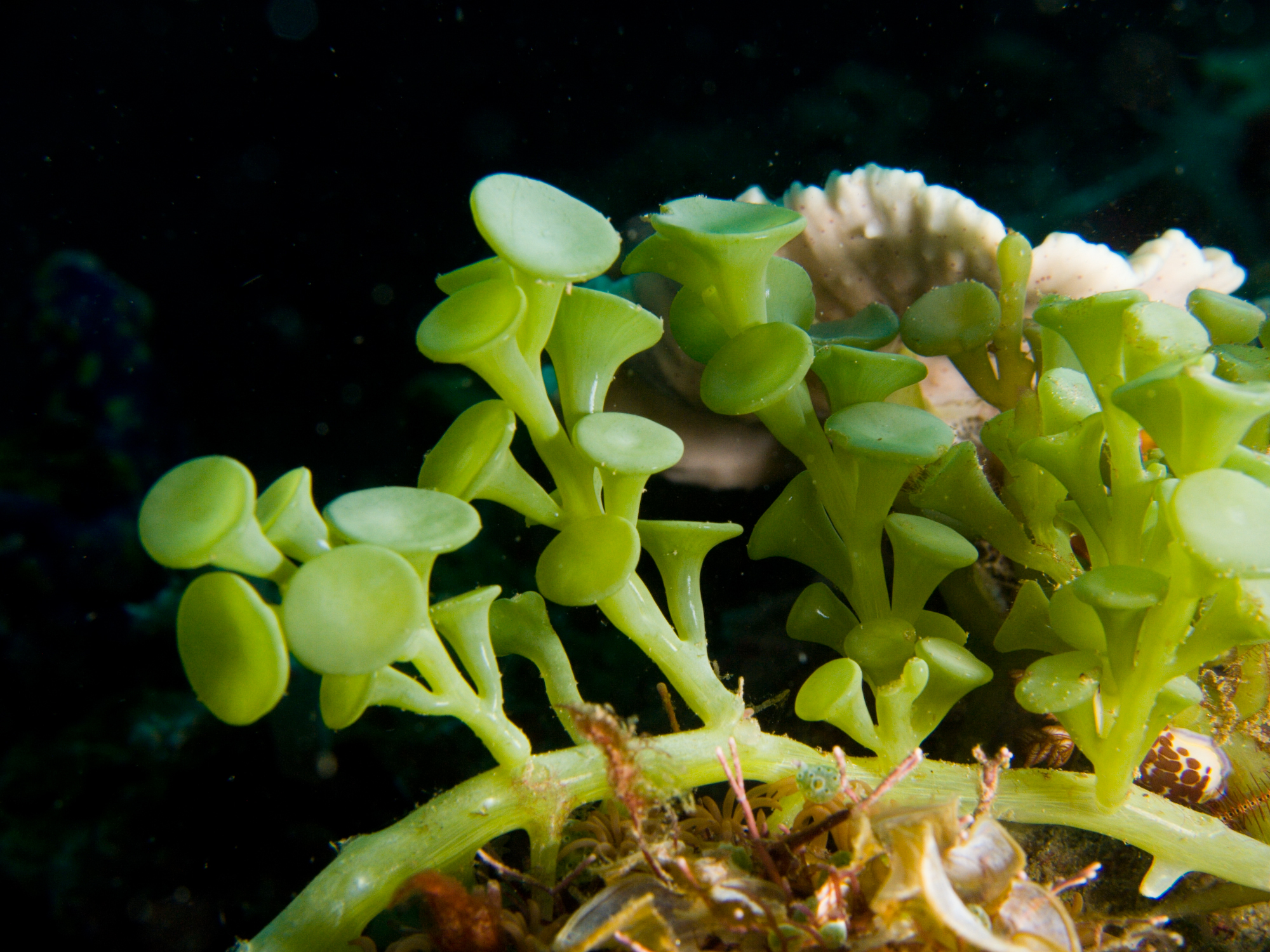
Caulerpa racemosa

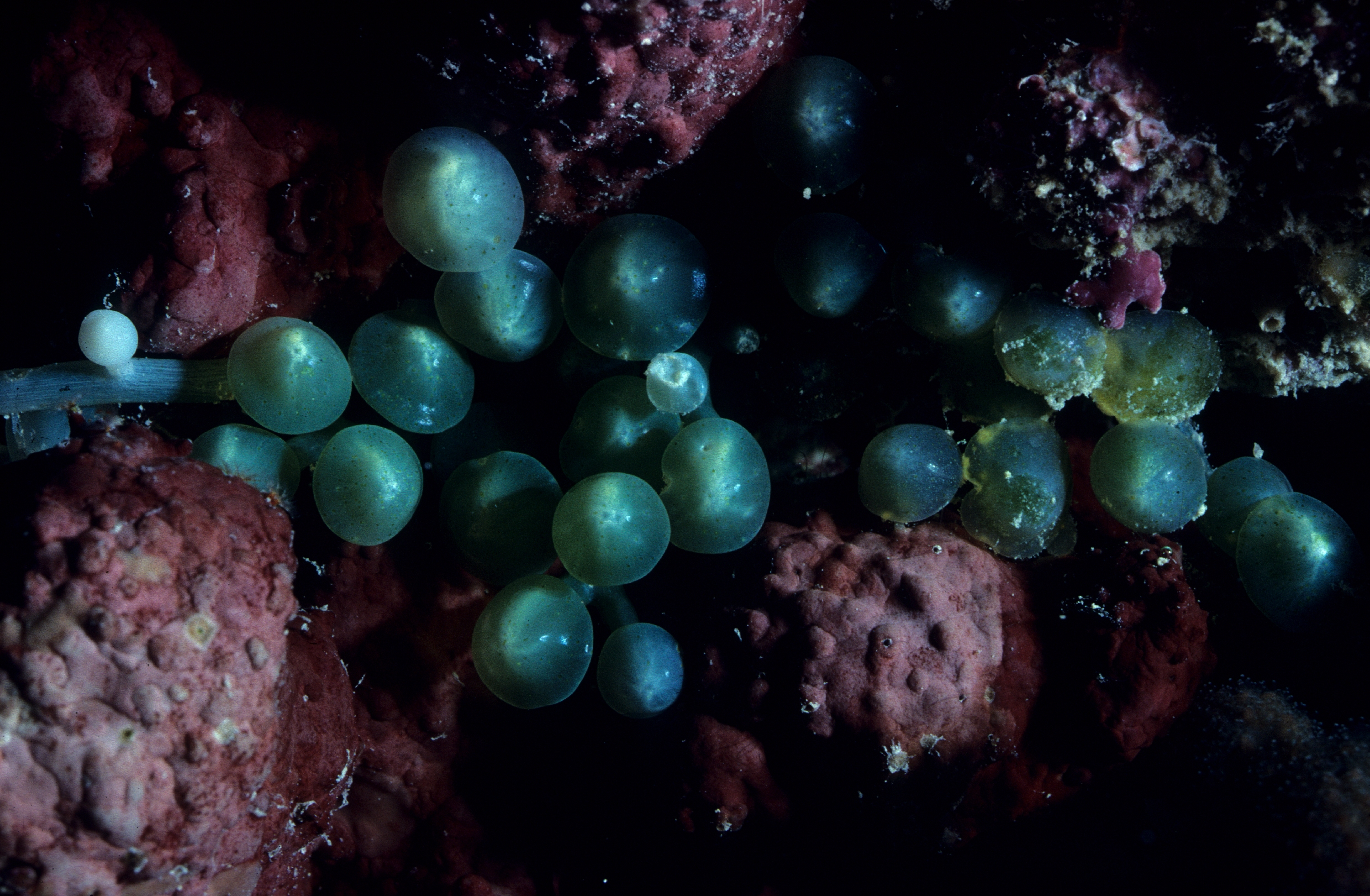
Caulerpa racemosa var. clavifera

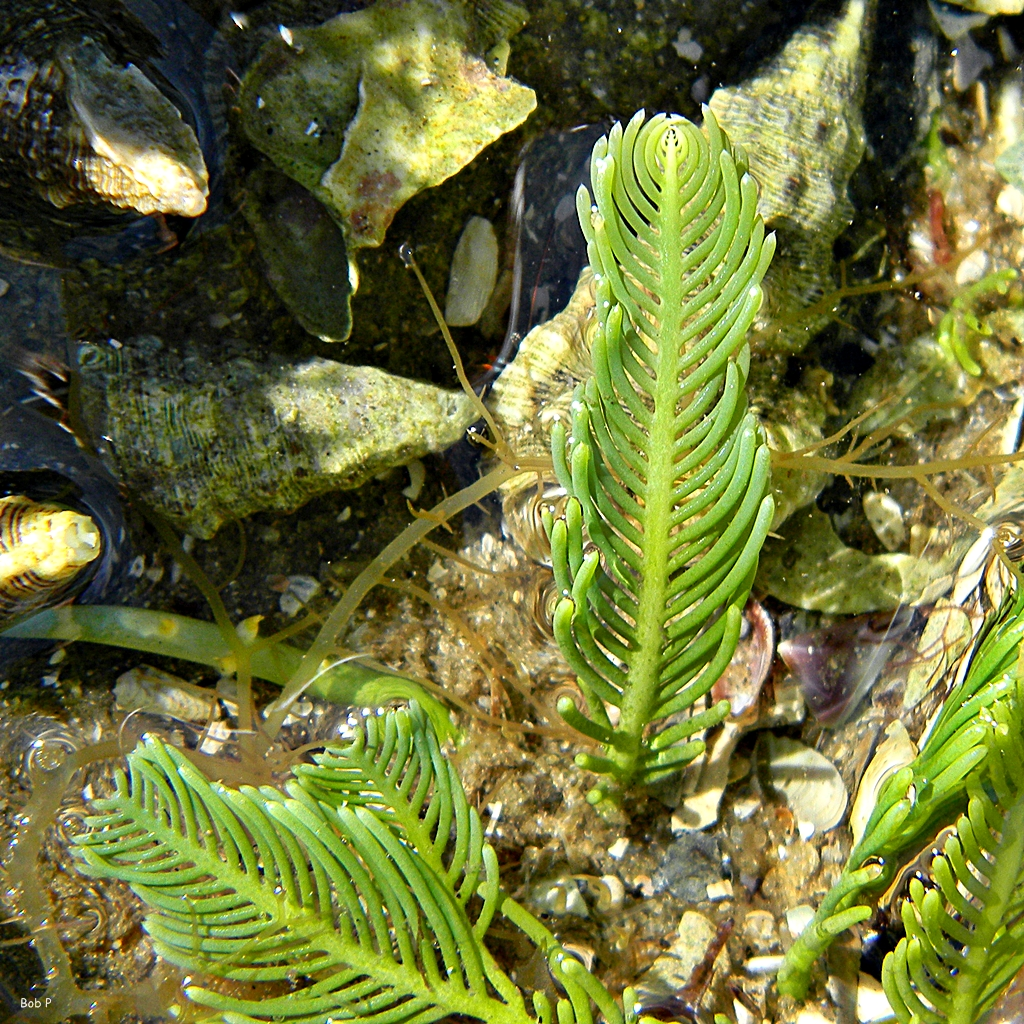
Caulerpa sertularioides, bei Munyon Island, North Palm Beach, Florida.

Auswahl nach World Register of Marine Species (WoRMS):
- Caulerpa ambigua (Okamura) Prud'homme van Reine & Lokhorst, 1992 (syn. Caulerpa vickersiae)
- Caulerpa annulata Lucas
- Caulerpa ashmeadi Harvey, 1858
- Caulerpa bikinensis Taylor
- Caulerpa biserrulata Sonder
- Caulerpa brachypus Harv.
- Caulerpa crassifolia (C. Ag.) J. Ag.
- Caulerpa cupressoides (West) C. Agardh
- Caulerpa falcifolia Bailey and Harvey
- Caulerpa fastigiata Mont.
- Caulerpa fergusonii Murray
- Caulerpa filicoides Yamada
- Caulerpa lentillifera J. Ag.
- Caulerpa macrodisca Decaisne
- Caulerpa mexicana (Sonder Ex Kuet.) J. Ahardh
- Caulerpa microphysa (W. V. Bosse) Feldmann
- Caulerpa nummularia (Harv.) Reinke
- Caulerpa okamurai W. V. Bosse
- Caulerpa paspaloides (Bory de Saint-Vincent) Greville, 1830
- Caulerpa prolifera (P. Forsskal) Lamouroux
- Caulerpa racemosa (Forsskal) J. Agardh
- Caulerpa sedoides (R. Br.) C. Ag.
- Caulerpa serrulata (Forsskal) J. Agardh
- Caulerpa sertularioides (S. G. Gmelin) Howe
- Caulerpa taxifolia (Vahl) C. Ag.
- Caulerpa urvilliana Mont.
- Caulerpa verticillata J. Ag.
- Caulerpa vickersiae
- Caulerpa vieillardi Kuetz.
- Caulerpa webbiana Mont.

## Nutzung als Nahrungsmittel
Einige Arten von Caulerpa sind essbar. Die beiden am häufigsten verzehrten Arten sind C. lentillifera und C. racemosa, die beide im Englischen sea grapes genannt werden. Sie werden traditionell wild im Meer geerntet und auf lokalen Märkten in Südostasien, Ozeanien und Ostasien verkauft. Üblicherweise werden sie roh in Salaten gegessen, haben einen charakteristischen (leicht salzigen) Meeresgeschmack und eine knackige Textur ähnlich Kaviar.
Daher stammt auch die deutsche Bezeichnung „grüner Kaviar“ für als mögliche Zukunftsnahrung angesehene „Meerestraube“ C. lentillifera.
Nur C. lentillifera wird auch in Aquakulturen gezüchtet. Der Anbau begann in den 1950er Jahren in Cebu auf den Philippinen, nachdem C. lentillifera versehentlich in Fischteiche eingeführt worden war.
1986 folgte Japan, wo sie in Becken in den tropischen Gewässern von Okinawa kultiviert wurde.
Der kommerzielle Anbau hat sich seitdem auf andere Länder ausgeweitet, darunter Vietnam, Taiwan und China (Fujian und Hainan). Die meisten dieser Algen sind für den Inlandsverbrauch bestimmt, sie werden aber auch nach Japan exportiert.